# ATP Challenger Series 1980
In der folgenden Tabelle werden die Turniere der professionellen Herrentennis-Saison 1980 der ATP Challenger Series dargestellt. Sie bestand aus 24 Turnieren mit einem Preisgeld von jeweils 25.000 US-Dollar; zwei Turniere schütteten 33.000 bzw. 50.000 US-Dollar aus. Es war die dritte Ausgabe des Challenger-Turnierzyklus.

## Turnierplan

### Januar
keine Turniere in diesem Monat

### Februar
keine Turniere in diesem Monat

### März
| Datum1 | Ort             | Turnier                    | Preisgeld | Draw    | Belag2        | Sieger Einzel   | Sieger Doppel                |
| ------ | --------------- | -------------------------- | --------- | ------- | ------------- | --------------- | ---------------------------- |
| 03.03. | Kaduna          | Kaduna Challenger          | $ 25.000  | 32E/16D | Sand          | Chris Mayotte   | Chris Mayotte Larry Stefanki |
| 17.03. | Linz            | Linz Challenger            | $ 25.000  | 32E/16D | Hartplatz (i) | Tony Graham     | Tony Graham Belus Prajoux    |
| 31.03. | San Luis Potosí | San Luis Potosí Challenger | $ 25.000  | 32E/16D | Sand          | Adolfo González | Mike Barr Réjean Genois      |

### April
| Datum1 | Ort      | Turnier             | Preisgeld | Draw    | Belag2    | Sieger Einzel      | Sieger Doppel                |
| ------ | -------- | ------------------- | --------- | ------- | --------- | ------------------ | ---------------------------- |
| 02.04. | Shimizu  | Shimizu Challenger  | $ 25.000  | 32E/16D | Hartplatz | Markus Günthardt   | Syd Ball Cliff Letcher       |
| 09.04. | Maebashi | Maebashi Challenger | $ 25.000  | 32E/16D | Hartplatz | Greg Whitecross    | Chris Kachel John Marks      |
| 25.04. | Toyota   | Toyota Challenger   | $ 33.000  | 32E/16D | Hartplatz | Russell Simpson    | Syd Ball Cliff Letcher       |
| 28.04. | Parioli  | Parioli Challenger  | $ 25.000  | 32E/16D | Sand      | Corrado Barazzutti | Klaus Eberhard Ulrich Marten |

### Mai
| Datum1 | Ort      | Turnier             | Preisgeld | Draw    | Belag2 | Sieger Einzel   | Sieger Doppel         |
| ------ | -------- | ------------------- | --------- | ------- | ------ | --------------- | --------------------- |
| 06.05. | Galatina | Galatina Challenger | $ 25.000  | 32E/16D | Sand   | Gilles Moretton | Syd Ball Chris Kachel |

### Juni
| Datum1 | Ort       | Turnier              | Preisgeld | Draw    | Belag2 | Sieger Einzel  | Sieger Doppel                 |
| ------ | --------- | -------------------- | --------- | ------- | ------ | -------------- | ----------------------------- |
| 02.06. | Beckenham | Beckenham Challenger | $ 25.000  | 64E/48D | Rasen  | Onny Parun     | John Austin Van Winitsky      |
| 02.06. | Cuneo     | Cuneo Challenger     | $ 25.000  | 32E/16D | Sand   | Ricardo Cano   | Ricardo Cano Carlos Gattiker  |
| 30.06. | Lugo      | Lugo Challenger      | $ 25.000  | 32E/16D | Sand   | Tony Giammalva | John Fitzgerald Cliff Letcher |

### Juli
keine Turniere in diesem Monat

### August
| Datum1 | Ort            | Turnier                   | Preisgeld | Draw    | Belag2 | Sieger Einzel   | Sieger Doppel                 |
| ------ | -------------- | ------------------------- | --------- | ------- | ------ | --------------- | ----------------------------- |
| 04.08. | Zell am See    | Zell Challenger           | $ 50.000  | 32E/16D | Sand   | Peter McNamara  | Jiří Hřebec Pavel Huťka       |
| 11.08. | Royan          | Royan Challenger          | $ 25.000  | 32E/16D | Sand   | Christophe Casa | Dave Siegler Robbie Venter    |
| 18.08. | Le Touquet     | Le Touquet Challenger     | $ 25.000  | 32E/16D | Sand   | Christophe Casa | Dave Siegler Robbie Venter    |
| 18.08. | Rio de Janeiro | Rio de Janeiro Challenger | $ 25.000  | 48E/24D | Sand   | Carlos Kirmayr  | Ricardo Cano Cássio Motta     |
| 25.08. | Brüssel        | Brussels Challenger       | $ 25.000  | 32E/16D | Sand   | Kjell Johansson | Eddie Edwards Craig Edwards   |
| 25.08. | Porto Alegre   | Porto Alegre Challenger   | $ 25.000  | 48E/24D | Sand   | Thomaz Koch     | Jorge Andrew Markus Günthardt |

### September
| Datum1 | Ort          | Turnier                | Preisgeld | Draw    | Belag2    | Sieger Einzel    | Sieger Doppel                 |
| ------ | ------------ | ---------------------- | --------- | ------- | --------- | ---------------- | ----------------------------- |
| 01.09. | Curitiba     | Curitiba Challenger    | $ 25.000  | 64E/32D | Sand      | Gustavo Guerrero | Jorge Andrew Markus Günthardt |
| 01.09. | Turin        | Turin Challenger       | $ 25.000  | 32E/16D | Sand      | Robbie Venter    | Jai DiLouie Wayne Hampson     |
| 08.09  | Campinas     | Campinas Challenger    | $ 25.000  | 48E/24D | Sand      | Ricardo Cano     | Marcos Hocevar João Soares    |
| 15.09. | Cosenza      | Cosenza Challenger     | $ 25.000  | 32E/16D | Sand      | Ricardo Ycaza    | Ernie Ewert Brad Guan         |
| 24.09. | Messina      | Messina Challenger     | $ 25.000  | 32E/16D | Sand      | Anders Järryd    | Ernie Ewert Brad Guan         |
| 29.09. | Mexiko-Stadt | Mexico City Challenger | $ 25.000  | 32E/16D | Hartplatz | Jorge Andrew     | Scott McCain Larry Stefanki   |

### Oktober
keine Turniere in diesem Monat

### November
keine Turniere in diesem Monat

### Dezember
| Datum1 | Ort          | Turnier                 | Preisgeld | Draw    | Belag2 | Sieger Einzel | Sieger Doppel                         |
| ------ | ------------ | ----------------------- | --------- | ------- | ------ | ------------- | ------------------------------------- |
| 01.12. | Buenos Aires | Buenos Aires Challenger | $ 25.000  | 32E/16D | Sand   | Ricardo Cano  | Eduardo Bengoechea Roberto Carruthers |

- 1 Turnierbeginn (ohne Qualifikation)
- 2 Das Kürzel „(i)“ (= indoor) bedeutet, dass das betreffende Turnier in einer Halle ausgetragen wurde.